# My Best Friend Is You
My Best Friend Is You to drugi studyjny album brytyjskiej wokalistki Kate Nash wydany 19 kwietnia 2010 przez wytwórnię Fiction Records. 
Album promowały single „Do-Wah-Doo”, „Kiss That Grrrl” i „Later On”. W 2011 wydano także promocyjny 7-calowy winyl „I've Got a Secret”. Płyta spotkała się z przychylnymi opiniami krytyków, choć nie cieszyła się takim sukcesem komercyjnym jak debiut artystki.

## Lista utworów
1. „Paris” – 3:04
2. „Kiss That Grrrl” – 3:41
3. „Don't You Want to Share the Guilt?” – 5:05
4. „I Just Love You More” – 3:05
5. „Do-Wah-Doo” – 2:32
6. „Take Me to a Higher Plane” – 3:20
7. „I've Got a Secret” – 2:39
8. „Mansion Song” – 3:22
9. „Early Christmas Present” – 3:08
10. „Later On” – 3:34
11. „Pickpocket” – 3:21
12. „You Were So Far Away” – 3:26
13. „I Hate Seagulls” – 8:50 (zawiera ukryty utwór „My Best Friend Is You”)
14. „R n B Side” – 2:13 (bonus na iTunes w USA)

## Notowania
| Lista (2010)               | Najwyższa pozycja |
| -------------------------- | ----------------- |
| Wielka Brytania            | 8                 |
| Australia                  | 50                |
| Austria                    | 14                |
| Belgia (Region Flamandzki) | 35                |
| Francja                    | 71                |
| Holandia                   | 47                |
| Irlandia                   | 26                |
| Niemcy                     | 6                 |
| Stany Zjednoczone          | 62                |
| Szwajcaria                 | 23                |